# اتاقک یونیزاسیون

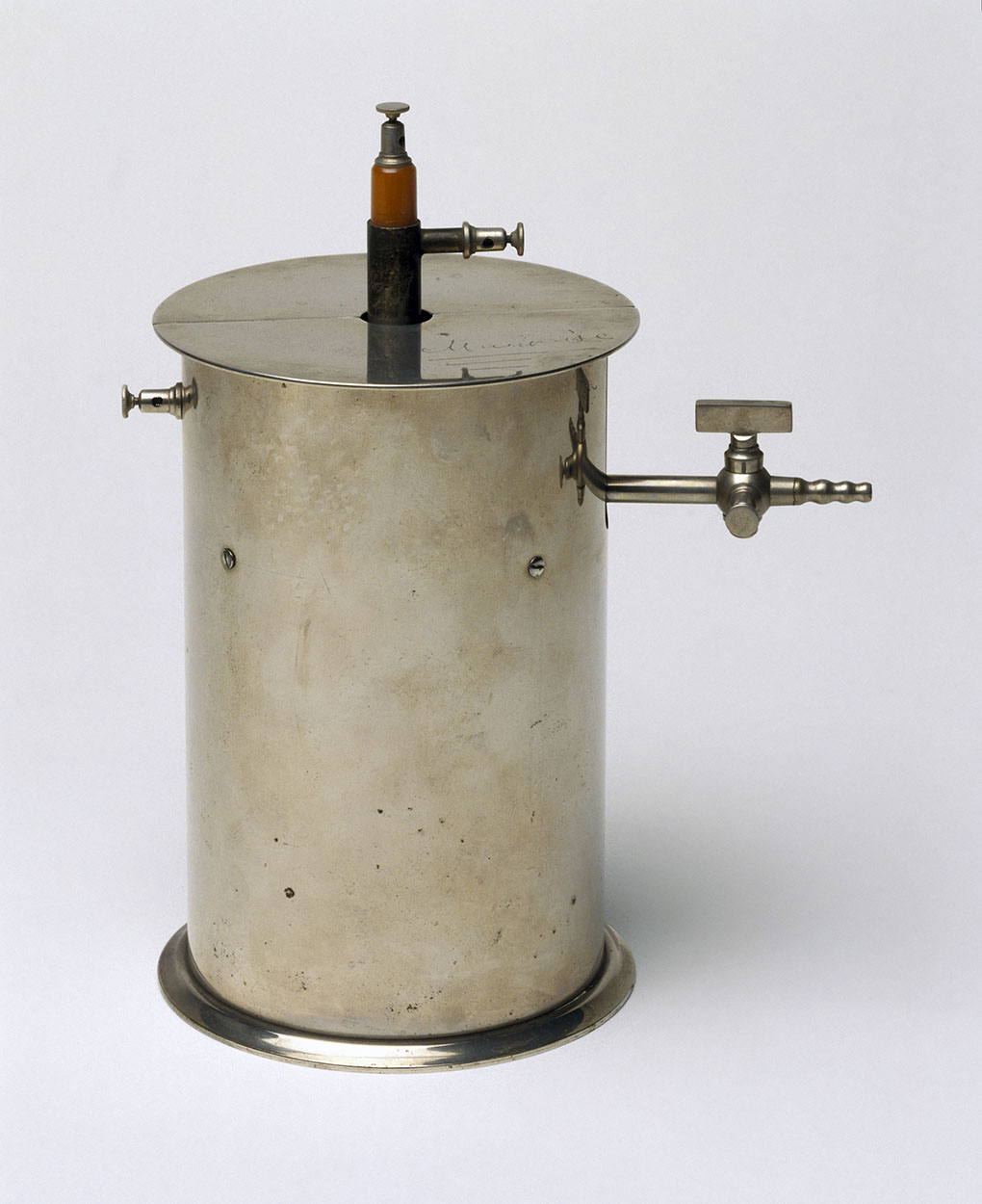
اتاقک یونیزاسیون در سالهای ۱۸۹۵ تا ۱۹۰۰ میلادی توسط پیر کوری ساخته شد.

اتاقک یونیزاسیون  یا اتاقک یونیزان ساده‌ترین آشکارساز پرتویی است که با گاز پر شده‌است و به طور گسترده برای آشکارسازی و اندازه‌گیری انواع خاصی از پرتوهای یونساز، پرتوی ایکس و گاما و ذرات بتا بکار می‌رود. معمولاً، واژه «اتاقک یونیزان» منحصراً برای توصیف آشکارسازهایی به کار می‌رود که ذرات تولید شده با یونسازی مستقیم در گاز حساس را تحت تأثیر میدان الکتریکی جمع‌آوری می‌کنند. این واژه فقط برای بارهای گسسته‌ای که با برخورد پرتوی تابشی و گاز موجود در محفظه ایجاد می‌شود بکار گرفته می‌شود و بارهایی را که براساس مکانیزم‌های شکست بهمنی رخ می‌دهد مانند آنچه در شمارنده گایگرمولر یا شمارنده تناسبی وجود دارد را شامل نمی‌شود.
اتاقک یونیزان پاسخ یکنواخت مناسبی به پرتوها در دامنه وسیعی از انرژی‌ها دارد و برای اندازه‌گیری سطوح بالایی از پرتو گاما نسبت به سایر آشکارسازها مناسب‌تر است. از این نوع آشکارسازها به طور گسترده در صنایع هسته‌ای، آزمایشگاه‌های تحقیقاتی، رادیوگرافی، رادیوبیولوژی و مانیتورینگ محیطی استفاده می‌شود.

## اصول و نحوه عملکرد
اتاقک یونیزان، بارهایی را که حاصل از برخورد گاز با پرتوی تابشی است را اندازه‌گیری می‌کند. این آشکارساز از محفظه پرشده از گاز، و دو الکترود به نام‌های آند و کاتد تشکیل شده‌است. الکترودها ممکن است به صورت دو صفحه موازی (مسطح) یا یک استوانه هم‌محور با سیم مرکزی آند باشد.
اعمال پتانسیل الکتریکی بین دو الکترود باعث ایجاد میدان الکتریکی می‌شود. زمانی که گاز بین الکترودها با برخورد پرتوی یونساز به آن، یونیزه شود، جفت یون‌هایی ایجاد می‌شود و بارهای مثبت و الکترون‌های جدا شده به سمت الکترودهای با قطبیت مخالف در اثر وجود میدان الکتریکی حرکت می‌کنند (بارهای مثبت به سمت کاتد و الکترون‌ها به سمت آند). بنابراین جریانی به نام جریان یونیزان با مدار الکترومتر اندازه‌گیری می‌شود. این مدار باید قادر باشد که جریان‌های بسیار اندک خروجی که بین فمتوآمپر و پیکوآمپر (براساس نوع اتاقک، دز پرتو و ولتاژ اعمالی) هست را اندازه‌گیری کند.
میدان الکتریکی کمک می‌کند تا این دستگاه به طور پیوسته الکترون‌های تولیدی را جمع‌آوری کند تا از اشباع شدن گاز (زمانی که یون‌های بیشتری قابل جمع کردن نیستند) یا ترکیب جفت یون‌ها (باعث کاهش جریان می‌شود) جلوگیری کند؛ در نتیجه میدان الکتریکی باید از یک مقداری بالاتر باشد که از بازترکیب جفت الکترون-یون جلوگیری نماید وگرنه اطلاعات از دست می‌رود. این حالت عملکرد را مد یا حالت جریان می‌نامند، بدین معنا که سیگنال خروجی یک جریان پیوسته است نه یک پالس خروجی مانند آنچه در شمارشگر گایگرمولر یا شمارشگر تناسبی وجود دارد. در مقابل این مد، مد پالس وجود دارد که هر پالس اطلاعاتی راجع به انرژی تابش ارائه می‌دهد.